# Eduardo Lagos
Eduardo „El Negro“ Lagos (* 18. Februar 1929 in Buenos Aires; † 26. Juni 2009 ebenda) war ein argentinischer Pianist, Komponist und Musikkritiker.
Lagos war Schüler des Komponisten Juan Carlos Paz und wurde durch die Los Hermanos Ábalos mit der argentinischen Folklore vertraut. Er wirkte als künstlerischer Leiter von Radio Belgrano (1969–71), Radio El Mundo (1972), Radio Municipal (1983–86) und Radio Nacional (1987–88) und arbeitete als Kritiker für Popmusik, Folklore und Tango für die Zeitschriften La Prensa, Folklore, Gente und Atlántida.
Neben sechs eigenen Alben spielte Lagos zahlreiche Aufnahmen mit anderen Musikern wie Astor Piazzolla, Hugo Díaz, Domingo Cura, Carlos Franzetti, Jaime Torres und Mercedes Sosa ein. Er wirkte als Juror bei Musikfestivals, und seine Kompositionen wurden u. a. von Astor Piazzolla, Domingo Cura und Mercedes Sosa aufgeführt und aufgenommen. Zweimal (1995 und 2005) wurde er mit einem Premio Konex ausgezeichnet. Neben seiner musikalischen Tätigkeit arbeitete Lagos fast fünfzig Jahre lang als Augenarzt.

## Diskographie
- Así nos gusta (1969)
- Tono y Dominante, 1977
- Pianíssimo (mit Oscar Alem, 1985)
- Dialecto (mit Jorge González und Pocho la Pouble, 1991)
- Condimentos (1996)